# فرد بارتلت
فرد بارتلت (انگلیسی: Fred Bartlett؛ ۵ مارس ۱۹۱۳ – ۱۹۶۸ (۵۴−۵۵ سال)) بازیکن فوتبال بود.